# Hénaménil

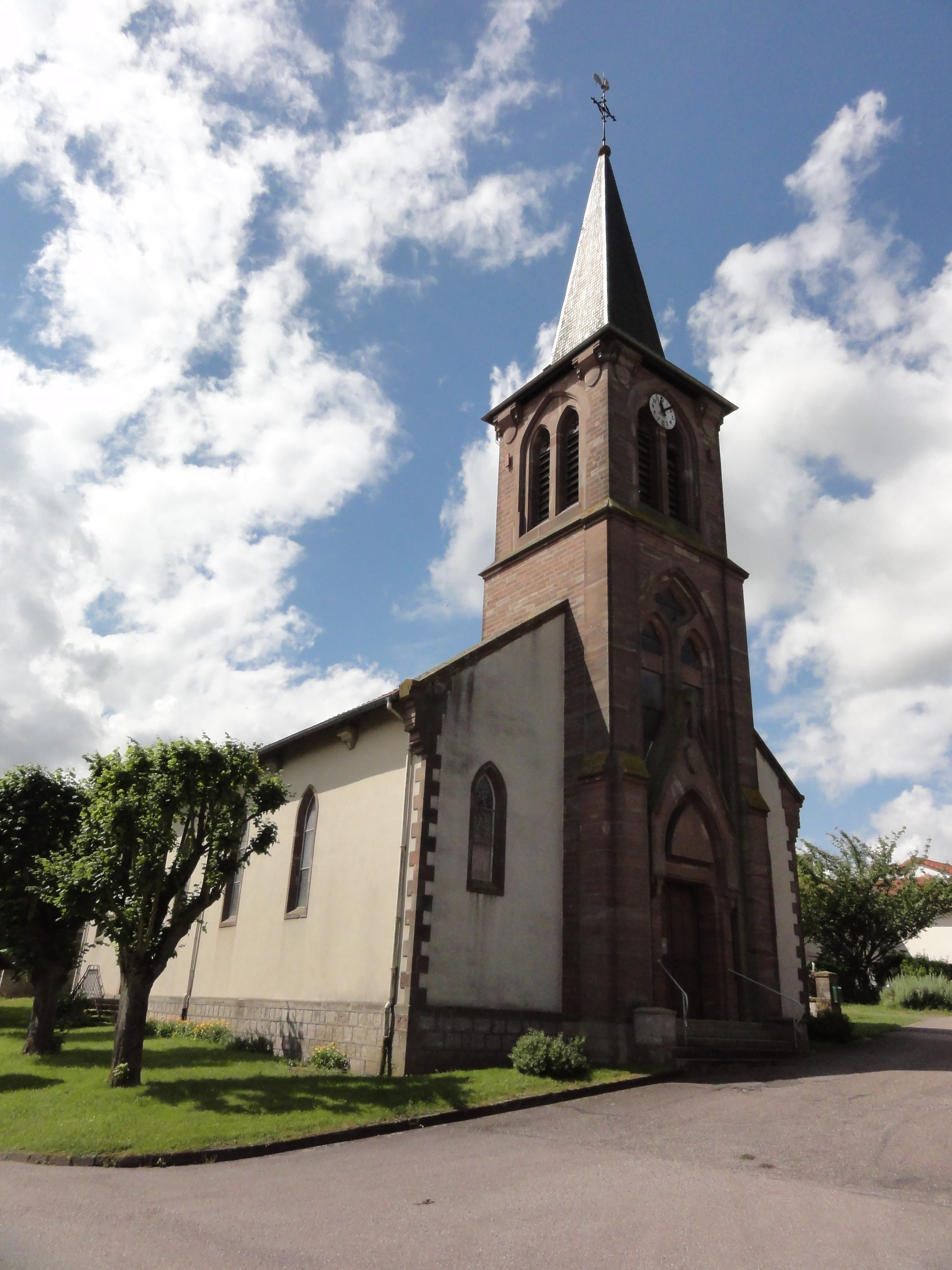
Kościół Matki Boskiej Wniebowziętej (2016)

Hénaménil – miejscowość i gmina we Francji, w regionie Grand Est, w departamencie Meurthe i Mozela.
Według danych na rok 1990 gminę zamieszkiwało 161 osób, a gęstość zaludnienia wynosiła 11 osób/km² (wśród 2335 gmin Lotaryngii Hénaménil plasuje się na 884. miejscu pod względem liczby ludności, natomiast pod względem powierzchni na miejscu 355.).

## Populacja

Populacja Hénaménil w latach 1962–2008